# Mathias Schlegel
Mathias Schlegel (* 26. April 1865 in Rüttewies bei Sankt Blasien; † 30. Januar 1940 in Freiburg im Breisgau) war ein deutscher Veterinär und Hochschullehrer.

## Leben
Mathias Schlegel studierte in München, Stuttgart und Berlin Tiermedizin. In Stuttgart wurde er 1887 Mitglied des Corps Nicaria, des späteren Corps Saxo-Thuringia München. Nach der tierärztlichen Approbation im Jahre 1890 war er als Tierarzt in Löffingen und Kirchzarten tätig. Nach wissenschaftlicher Tätigkeit von 1893 bis 1897 an der Tierärztlichen Hochschule Dresden berief ihn das badische Innenministerium zum wissenschaftlichen Leiter der tierhygienischen Abteilung des Hygiene-Instituts der Universität Freiburg. 1900 wurde er zum außerordentlichen Professor ernannt. 1901 wurde die tierhygienische Abteilung eigenständiges Institut mit Schlegel als Leiter. 1904 erfolgte seine Ernennung zum Honorarprofessor, 1908 zum ordentlichen Honorarprofessor und 1920 zum Direktor des Instituts. Obwohl das Institut seit seiner Gründung dem badischen Innenministerium direkt unterstellt war, gehörte Schlegel stets zum Lehrkörper der Universität Freiburg. 1932, nach 35 Jahren Dienstzeit, wurde er emeritiert. Rufe an die Tierärztliche Hochschule Stuttgart im Jahr 1900, an die Universität Gießen als ordentlicher Professor für veterinär-pathologische Anatomie und Bakteriologie im Jahr 1901 und an die Tierärztliche Hochschule Dresden als Professor für pathologische Anatomie im Jahr 1904 hatte er abgelehnt. Sein Nachfolger wurde Karl Trautwein.
Wissenschaftlich arbeitete Schlegel über Infektionskrankheiten und Parasitologie. Er las über animalische Parasiten des Menschen und animalische Nahrungsmittelkunde. Außerdem arbeitete er bei der veterinärpolizeilichen Tierseuchenbekämpfung mit. Er war Vorsitzender des Vereins badischer Tierärzte und von 1909 bis 1919 1. Vorsitzender der Tierärztekammer Baden. Von 1900 bis 1939 war er Mitherausgeber der Berliner Tierärztlichen Wochenschrift.
Am 6. Juli 1937 heiratete Mathias Schlegel die promovierte Germanistin Hedwig Röttger. Das Paar hatte einen Sohn, Matthias Schlegel, geboren am 29. Mai 1938, verstorben am 18. März 1943. Hedwig Schlegel starb am 5. Oktober 1944 in der Anstalt Eglfing-Haar, Haus 12 E.